# Lavlja gljiva
Lavlja gljiva ili Hericium erinaceus je jestiva gljiva sa lekovitim vrednostima, koja je poznata kao lavlja griva ili jež pečurka. Prirodno raste na severnoj zemljinoj polulopti, mahom u Americi, Kini i Japanu, u Evropi je veoma retka. Međutim zbog svojih svojstava danas se uzgaja u veštački kontrolisanim uslovima, širom sveta. U prirodi raste na uvenulom drveću, obično bukovom ili hrastovom. Iako popularna u istočnjačkoj tradicionalnoj kuhinji, tek od zadnje decenije prošlog veka se ubraja u lekovite i u naučnim krugovima, kada su sprovedena ozbiljna naučna istraživanja Veoma teško se pronalazi pošto je visoko na deblu, pa je sakupljači i ne primećuju. Sastoji se od klupka belih niti dugih nekolika milimetara, a ponekad i više centimetara. Zanimljiva je zato što nema šeširić niti dršku. Gljiva je izvanrednog ukusa koji podseća na morske plodove. Zbog sposobnosti obnove i regeneracije čovekovog nervnog sistema dobila je naziv "prirodna hrana za neurone", a japanski stručnjak prof. Kawagishi ju je nazvao gljivom 21. veka zbog uspeha u lečenju demencije.

## Sastav lavlje gljive
- Derivati ciatena
- Beta-D-glukan
- Provitamin D2
- Erinacin Q, erinacin R
- Ksilan, glikoksilan, mano glikoksilan
- Polisaharidi
- Enzimi: SOD, NaDPH, GSH reduktaze, katalaze, tirozinaze, peroksidaze.[2]

### Zdravstveno-blagotvorne bioaktivne komponente lavlje gljive
| Jedinjenja | Blagotvorne bioaktivnosti                                                                                 |
| --- | --- |
| β-glukan (polisaharidi) (npr. β-1,3-razgranati-β-1,6-glukan sa laminarin sličnom trostrukom heliksnom usaglašenošću)                                                                      | Anti-kancerogene, imuno-modulatorne, neuro-zaštitne i anti-oksidantne                                     |
| HEP1 (heteropolisaharidni, sa (1—6)-povezan sa α-D-galaktopiranozil kičmenim stubom)) | Anti-kancerozne, imuno-modulatorne                                                                        |
| HEPF3 (heteropolisaharid, sa razgranatom pentasaharidnom ponavljajućom jedinicom) | Anti-kancerozne, imuno-modulatorne                                                                        |
| Endo-polisaharidi | Hepato-zaštitne i anti-oksidantne                                                                         |
| Ostali polisaharidi:6-metil-2,5-dihidroksimetil-γ-piranon; 2-hidroksimetil-5-α-hidroksietil-γ-piranon; 4-hloro-3,5-dimetoksibenzoični metal estar 4-hloro-3,5-dimetoksibenzoična kiselina | Širok spektar zdravstveno blagotvornih efekata uključujući anti-kancerozne i imuno-modulatorne aktivnosti |
| Jedinjena lipida: mešavina palmitinske i stearinske kiseline; beheninske kiseline i mešavina tetrakozanske kiseline                                                                       | Širok spektar zdravstveno blagotvornih efekata                                                            |
| Hericenon B (fenolno jedinjenje) | Anti-agregacija trombocita (zaštita od infarkta miokarda, moždanog udara, itd.)                           |

## Primena lavlje gljive u medicini
- Nervna oboljenja (alchajmerova bolest, demencija, multipleks skleroza, depresija, šizofrenija i druga)
- Oboljenja probavnog trakta (obnavljanje sluzokože želuca, creva, gastritis)
- Anoreksija, bulimija
- Ostalo: utiče pozitivno na imunski sistem, vrši regulaciju šećera i holesterola u krvi[2]

### Lavlja gljiva kao hrana za neurone
Lavlju gljivu nazivaju prirodnom hranom za neurone, zbog njene sposobnosti da obnavlja nervni sistem. Japanci su joj nadenuli nadimak „gljiva 21. veka“, u skladu sa sloganom prema kojemu je ovo stoleće posvećeno mozgu. Pečurke sadrže aktivne sastojke odgovorne za lečenje živaca i poboljšavanje moždane funkcije. Američki i kineski stručnjaci uspeli su iz lavlje gljive izdvojiti 2 aktivna sastojka hericenon i erinacin koji podstiču proizvodnju faktora neuronskog rasta (NGF).Faktor neuronskog rasta je belančevina koja igra značajnu ulogu u zdravlju i dugovečnosti nekoliko vrsta nervnih ćelija u centralnom i perifernom sistemu. Spomenute aktivne materije iz lavlje gljive uspevaju da utiču na mozak zato što zbog svoje niske molekularne težine lako prelaze iz krvotoka u mozak. Ova gljiva se takođe, zbog svog hemijskog sastava, lako i efikasno apsorbuje u organizam. Ustanovljeno je da ona uspešno obnavlja mijelinski omotač nervnih ćelija, pospešujući provodljivost nervnih signala kroz tkivo. Ova funkcija lavlje gljive je svrstana među najznačajnije preparate kod tretiranja multiple skleroze i distrofije mišića. Takođe, zbog pospešivanja tzv. NGF (nerve growth factor), odnosno faktora rasta nervnog tkiva, nezaobilazna je kod Alchajmerove bolesti i kod demencije. Uopšte, izuzetna je kod svih oboljenja nervnog sistema, što potvrđuju i vodeći svetski istraživači.

### Antioksidativne aktivnosti
Oksidativni stres je uključen u nekoliko degenerativnih procesa, bolesti i sindroma, uključujući rak, kardiovaskularne komplikacije, neurodegenerativne bolesti i širok spektar poremećaja povezanih sa starenjem. Za ovo su od posebnog interesa, suplementi ishrani ili prirodni lekovi koji imaju antioksidantne aktivnosti. Postoje sledeće aktivnosti ekstrakta tople vode H.erinaceus: anti-oksidantni indeks, sakupljanje slobodnih radikala i inhibitorne aktivnosti peroksidacija lipida. Utvrđeno je da ekstrakt micelijuma H.erinaceus ima bogat fenolni sadržaj i da ima potencijal smanjenja antioksidativnu moć gvožđa. Za ekstrakt svežih plodonosnih tela je takođe utvrđeno da ima potentnu aktivnost sakupljanja 1,1-difenil-2-pikrihidrazil radikala. Ekstrakt plodonosnog tela, osušen u peći, bio je odličan u smanjivanju stepena izbeljivanja karotena. Ukupan fenolni sadržaj i ukupna anti-oksidativna aktivnost ekstrakta, plodonosnog tela osušenog u rerni, veća je u odnosu na ekstrakt plodonosnog tela osušenog zamrzavanjem ili svežeg plodonosnog tela. Ovo može biti slučaj zbog generisanja i akumulacije Maillard-ovih reaktivnih proizvoda za koje je poznato da imaju anti-oksidativna svojstva. U nedavnoj studiji je pronađena značajna antioksidativna aktivnost polisaharida H.erinaceus protiv ishemije reperfuzijom indukovanih oksidativnih oštećenja bubrega kod eksperimentalnih životinja. U toj studiji, pred-primenom polisaharida gljiva je smanjen nivo peroksidacije lipida i povećana antioksidativna aktivnost enzima kod miševa. Anti-oksidativna aktivnost endo-polisaharida iz micelijuma H.erinaceus je takođe dokumentovana.

### Ostale terapeutske aktivnosti
Pre skoro tri decenija, istraživanja su pokazala efikasnost H.erinaceus terapije gastritisa. Efekti metanolskog ekstrakta iz H.erinaceus bili su testirani na CCI4 indukovano oštećenje jetre kod pacova, koji su izvestili da ekstrakt ima snažno zaštitno dejstvo na oštećenje jetre. Ova gljiva ima svojstvo koje doprinosi zarastanju rana. Rane koje su tretirane vodenim ekstraktom plodonosnih tela H. erinaceus su imale pojačano ubrzano zarastanje kod eksperimentalno priloženih ranjenih mužjaka pacova Sprague-Dawley. Inhibitori angiotenzin I-konvertujućeg enzima (ACE) su korišćeni za snižavanje krvnog pritiska i smanjenje rizika od komplikacija hipertenzije. Toplovodni ekstrakt H. erinaceus, zajedno sa nekim drugim jestivim i lekovitim gljivama je pokazao ACE inhibitornu aktivnost in vitro. Endo-polisaharidne frakcije H. erinaceus micelijuma gajene na tofu (kineska hrana od pasulja) su pokazale snažniji hepatoprotektivni efekat in vivo.
Druge dobrobiti ove gljive uključuju zdravu probavu, regulaciju holesterola, sniženje šećera u krvi i očuvanje zdrave i mladalačke kože. Oboleli od dijabetesa takođe imaju korist od gljive, jer ona snižava nivo glukoze i obuzdava snažnu žeđ svojstvenu šećernoj bolesti. Još jedan sastojak ove gljive, cijatin, pomaže u lečenju čireva i karcinoma i jednjaka. Pokazalo se da polisaharidi iz ove gljive snažno podstiču proizvodnju antioksidirajućih enzima, čime je ova gljiva postala deo arsenala za starenje.